# Bougouni
Bougouni – miasto w Mali; 37 tys. mieszkańców (2006). Przemysł spożywczy, włókienniczy.